# Дрофа Ілля Трохимович
Ілля́ Трохи́мович Дрофа (31 грудня 1905 , Черняхівка, Пирятинський повіт, Полтавська губернія, Російська імперія  — 15 грудня 1982 , Київ ) — український радянський господарський та партійний діяч, депутат Верховної Ради УРСР першого скликання (1938–1947). Член ЦК КП(б)У (1940–1949).

## Біографія
Народився 31 грудня 1905 року в селянській родині в селі Черняхівка, нині Київська область, Україна. Трудову діяльність розпочав у рідному селі, у 1922–1923 року — голова комітету незаможних селян Черняхівки.
Член ВКП(б) з 1927 року.
У 1929–1931 роках — учень Київської радпартшколи ІІ ступеня. У 1931–1932 роках — завідувач культурно-пропагандистського, організаційно-інструкторського відділів Бабчинецького районного комітету КП(б)У на Вінниччині. У 1932–1935 роках — студент економічного факультету Українського науково-дослідного інституту споживчої кооперації.
У травні 1935 — серпні 1937 року — відповідальний інструктор Всеукраїнської центральної спілки споживчих товариств (Укоопспілки) у місті Києві. У 1937–1938 роках — директор Всесоюзного об'єднання культтоварів Центроспілки РРФСР і СРСР. У 1938 році був обраний головою ЦК профспілки працівників споживчої кооперації.
У травні 1938 — листопаді 1941 року — голова правління Союзу споживчих товариств Української РСР (Укоопспілки) та член колегії Народного комісаріату торгівлі Української РСР. 
26 червня 1938 року був обраний депутатом до Верховної Ради УРСР 1-го скликання по Смілівській виборчій окрузі № 163 Чернігівської області. Член Бюджетної комісії Верховної Ради УРСР.
У листопаді 1941 — жовтні 1942 року — уповноважений Військової Ради Південно-Західного фронту. У листопаді 1942 — березні 1944 року — заступник голови Президії Центроспілки СРСР та РРФСР, знову голова правління Укоопспілки.
14 березня 1944 — 2 січня 1947 року — народний комісар (міністр) торгівлі Української РСР.
У березні 1947 — травні 1949 року — начальник Управління торгівлі та постачання радянської військової адміністрації в Німеччині. У 1949–1959 роках — керуючий Української контори «Укргастроном». У 1954 році закінчив заочне відділення Вищої партійної школи при ЦК КПРС. У лютому 1959 — липні 1968 року — керуючий Української республіканської контори «Укрлісбудторг». У 1968–1971 роках — керуючий тресту «Укрторгтара».
З 1971 року — персональний пенсіонер союзного значення в Києві.
Помер 15 грудня 1982 року. Похований на Байковому цвинтарі Києва.

### Родина
- Батько Дрофа Трохим Омелянович (1885—1950)
- Мати Дрофа Горпина Кирилівна (до шлюбу — Лобода)
  - Брати, сестри:
    - Дрофа Іван Трохимович [Архівовано 8 травня 2021 у Wayback Machine.] (1909—1950)
    - Дрофа Михайло Трохимович (1911—1912)
    - Дрофа Микола Трохимович [Архівовано 8 травня 2021 у Wayback Machine.](1913—1956)
    - Дрофа Віра Трохимівна (1918—1998)

- - Дружина — Дрофа Марія Тимофіївна (1902—1994)
    - Син — Дрофа Вадим Ілліч (1929—1995)

## Військове звання
- лейтенант інтендантської служби 4-го штурмового авіаційного полку Південно-Західного фронту 164 авіаційного полку 49 авіаційної дивізії  [Архівовано 10 травня 2021 у Wayback Machine.].

## Нагороди
- орден Леніна (19.12.1944)
- медалі
- медаль «За перемогу над Німеччиною у Великій Вітчизняній війні 1941—1945 рр.» Память народа [Архівовано 7 травня 2021 у Wayback Machine.]